# Schlacht bei Gródek (1915)

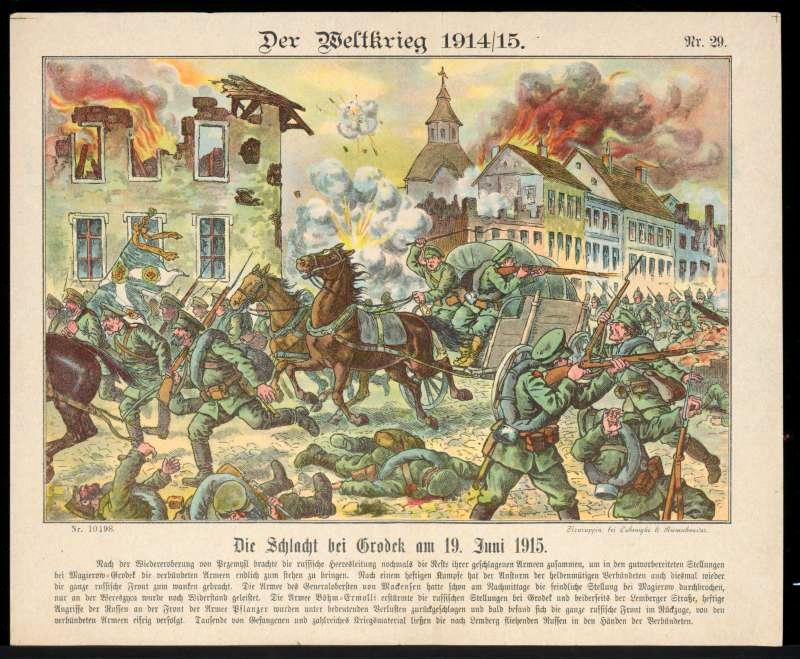
Postkarte Die Schlacht bei Grodek am 19. Juni 1915

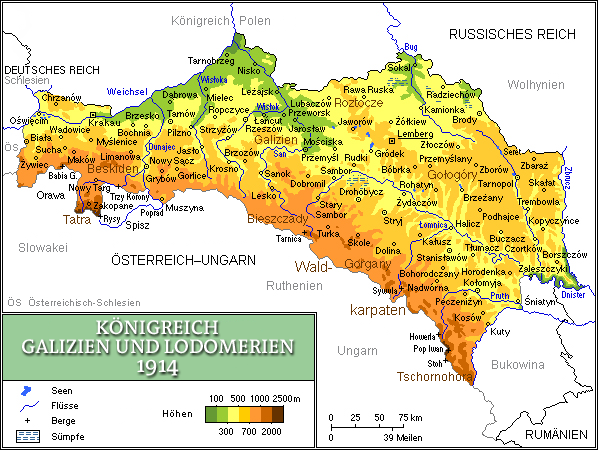
Karte des Königreichs Galizien und Lodomerien (1846–1918)

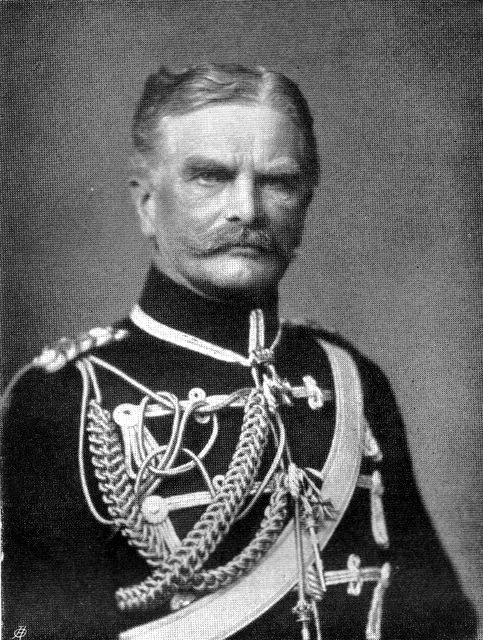
Generaloberst August von Mackensen

Die Schlacht bei Gródek von 17. bis 20. Juni 1915 fand im Ersten Weltkrieg an der Ostfront in Galizien statt. Deutsche und österreichisch-ungarische Truppen durchbrachen die Stellungen der russischen Armee im Frontabschnitt bei Gródek und zwangen sie zum Rückzug.

## Vorgeschichte
Die Stadt Gródek stand seit 1772 als Teil des Königreichs Galizien und Lodomerien unter österreichischer Herrschaft. In der Anfangsphase des Ersten Weltkrieges hatten die nach Westen vorstoßenden Truppen des russischen Kaiserreichs am 2. September 1914 Lemberg erobert sowie am 7. September auch Gródek eingenommen. Die unterlegenen österreichisch-ungarischen Streitkräfte mussten den größten Teil Galiziens aufgeben und sich am 11. September hinter den San zurückziehen (siehe „Schlacht in Galizien“).
Nach der Gegenoffensive der Mittelmächte (d. h. des Deutschen Kaiserreichs und Österreich-Ungarns) in der Schlacht von Gorlice-Tarnów Anfang Mai 1915 verlief die Front im Juni 1915 entlang des Dnjestr und der Wereszyca. Während die Angriffe der k.u.k. 4. Armee am unteren San-Abschnitt bei Sieniawa nicht vorankamen, konnte rechts davon die nach Nordosten vorgehende deutsche 11. Armee die russische 3. Armee zwischen Lubaczow und Mościska in dreitägigem Kampf (12.–15. Juni 1915) etwa auf die Linie Cieszanów-Niemirow-Szklo zurückdrängen. Die Truppen des Generalobersten von Mackensen ermöglichten dadurch dem deutschen Beskidenkorps (General Georg von der Marwitz) und der südlicher bis zum Dnjestr operierenden k.u.k. 2. Armee, den Vormarsch in Richtung Lemberg wieder aufzunehmen.

## 17. bis 20. Juni 1915
Am 17. Juni 1915 begann zwischen Gródek und Magierów eine Durchbruchsoffensive der verbündeten deutschen und österreichisch-ungarischen Truppen unter der Gesamtführung des deutschen Generalobersten von Mackensen. Während links das deutsche Gardekorps (General von Plettenberg) und die deutsche 119. Infanterie-Division (Generalleutnant von Behr) zum Durchbruch auf Magierów ansetzten, hatte die österreichisch-ungarische 2. Armee (General der Kavallerie Eduard von Böhm-Ermolli) die Stellungen der russischen 8. Armee (General Brussilow) an der Wereszyca zu durchbrechen.

### k.u.k. 2. Armee

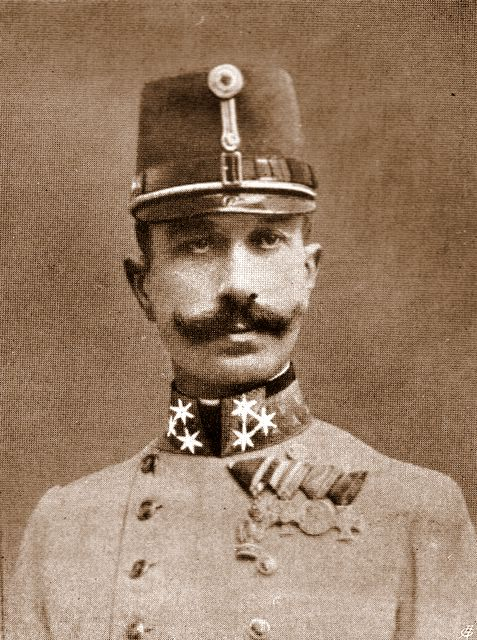
General der Kavallerie Eduard von Böhm-Ermolli

Die auf etwa 40 km breiter Front zum Angriff bestimmten Truppen der k.u.k. 2. Armee Böhm-Ermollis zählten eine Kavallerie- und elf Infanterie-Divisionen, die in vier Armeekorps gegliedert waren:
IV. Armeekorps (General Albert Schmidt von Georgenegg)
- 27. Infanterie-Truppendivision, Feldmarschalleutnant Kosak
- 43. Honved-Division, Generalmajor Jordan-Rozwadowski
- 32. Infanterie-Truppendivision, Generalmajor Willerding
- 31. Infanterie-Truppendivision, Generalmajor von Lütgendorf

XIX. Armeekorps (FML Ignaz Trollmann)
- 13. Schützen-Division, Generalmajor Kreysa
- 34. Infanterie-Truppendivision, Generalmajor Birkenhain
- 29. Infanterie-Truppendivision, Generalmajor Kroupa

XVIII. Armeekorps (General Alfred Ritter von Ziegler)
- 9. Infanterie-Truppendivision, Feldmarschalleutnant Alfred von Schenk
- 1. Landsturm-Brigade
- 33. Infanterie-Truppendivision, Feldmarschalleutnant Theodor Hordt[1]

V. Armeekorps (General Ferdinand von Goglia)
- 14. Infanterie-Truppendivision, Feldmarschalleutnant Csicserics von Bacsány
- 4. Kavallerie-Division, Generalmajor Berndt
- 51. Honved-Division, Generalmajor Kornhaber

### Schlachtverlauf
Während der Schlacht von Gródek erfolgte der Vorstoß der österreichisch-ungarischen Truppen links auf Kamieńobrod, in der Mitte gegen die Seenlinie zwischen Gródek und Lubien und rechts von Komarno bis zum Dnjestr.
Am linken Flügel nördlich der Bahnlinie nach Lemberg waren die russischen Stellungen in Richtung auf Janów nach Osten bogenförmig zurückgenommen angelegt und somit für eine schnelle Umgehung nicht zugänglich. Die österreich-ungarische 29. Infanterie-Truppendivision entriss nördlich des Drozdowiecki dem Gegner einen Fluss-Übergang westlich Cuniow, während die beiden anderen Divisionen des XVIII. Korps bis zu den stark befestigten Höhen westlich Wielkopole vordrangen. Das k.u.k. IV. Korps kämpfte mit der 27. und 43. Division nördlich von Dobrostany, während nördlicher das Beskidenkorps an Jaworów vorbei gehend den Ort Szkło erreichte. Das XIX. Korps (13. Schützen- und 34. Infanterie-Truppendivision) geriet bei Wielkopole auf die russische Hauptwiderstandslinie und wurde bis in den Abend in heftige Kämpfe verwickelt. Auch beim nördlicher stehenden IV. Korps tobte nördlich von Stojánce und beidseitig der Eisenbahnlinie während des ganzen Tages heftigster Kampf. Bei Wolzuchy und Dobrzany versuchte russische Artillerie das Vordringen des XVIII. Korps zu verzögern, die 9. Infanterie-Truppendivision drang aber in den Raum südwestlich von Gródek durch. Das Beneschauer Infanterie-Regiment Nr. 102 drang in der Nacht in den Westteil des noch zäh gehaltenen Städtchens ein.
Am rechten Flügel konnte die 14. Infanterie-Truppendivision am 18. Juni am Mündungs-Winkel des Dnjester den Gegner nur mühsam vom Westufer der Wereszyca zurückdrängen, der linke Flügel dieser Division erreichte aber bei Komárno den Flussrand. Links davon blieb der Angriff der 33. Infanterie-Truppendivision beim Kampf um den Fluss-Übergang westlich von Lubien zunächst erfolglos. Die Masse der k.u.k. 2. Armee lag an diesem Tag noch immer in schweren Kämpfen an der Wereszyca fest, man rechnete sogar mit russischen Gegenangriffen aus dem westlichen Festungsgürtel von Lemberg. Die vom linken Flügel der deutschen Südarmee eingreifende ungarische Gruppe Szurmay konnte über den Szezerek-Abschnitt, einen südlich des Dnjestr befindlichen Brückenkopf im Raum Mikolajow sichern.
Die Kämpfe dauerten noch bis zum 20. Juni 1915 an, wobei der am Vortag von preußischen Gardetruppen
bei Magierow erzwungene Durchbruch schließlich zum Rückzug des linken Flügels der russischen 8. Armee auf Lemberg bewog.

## Nachwirkungen
Nachdem auch starke russische Gegenangriffe bei Rawa-Ruska, bei Dobrosin und Zolkiew von der deutschen 11. Armee abgeschlagen worden waren, gelang den Mittelmächten zwei Tage nach der Schlacht bei Gródek die Rückeroberung von Lemberg (22. Juni 1915). Der Durchbruch des deutschen Beskidenkorps im Raum Kulikow hatte die nördliche russische Festungsfront bereits umgangen.
Per „Allerhöchster Entschließung“ Kaiser Franz Josephs vom 13. April 1916 wurde Stefan Weingraber, Oberstleutnant im k.u.k. Infanterie-Regiment Nr. 102, aufgrund eines Offiziersprivilegs sowie in Anerkennung seiner militärischen Leistungen bei den Kämpfen um die Stadt als „Edler von Grodek“ in den erblichen Adelsstand erhoben.